# Kościół Świętej Katarzyny w Wilnie
Kościół Świętej Katarzyny (lit. Vilniaus Šv. Kotrynos bažnyčia)  – kościół w Wilnie, usytuowany przy ulicy Wileńskiej (Vilniaus gatve) w środkowej części miasta, na północ od starówki. Dawniej kościół przy klasztorze benedyktynek. 

## Historia
Drewniany kościół i murowany klasztor zostały wzniesione w latach 1619–1622 z fundacji hetmana Jana Karola Chodkiewicza dla zakonu sióstr benedyktynek przybyłych do Wilna z Nieświeża. Benedyktynkom reformy chełmińskiej Magdaleny Mortęskiej, przewodziła ksienia Marianna Kuczkowska. Od 1640 przez dziesięć lat rozbudowywano świątynię, powstała wówczas nowa nawa główna i jedna z naw bocznych. Podczas najazdu moskiewskiego w 1655 roku, kościół doszczętnie spłonął. W latach 1670–1694 odbudowano kościół oraz wzniesiono prezbiterium z absydą. Fundatorem odbudowy świątyni był podkomorzy wileński Feliks Pac herbu Gozdawa, którego córki Sybilla i Anna były benedyktynkami; to z ich posagu sfinansowano odbudowę. Konsekracja odbudowanego kościoła została dokonana w 1703 roku podczas III wojny północnej.  
Obecny kształt świątyni to wynik odbudowy po wielkim pożarze Wilna w 1737 roku. Projekt odbudowy przygotował Jan Krzysztof Glaubitz, dzięki któremu w latach 1741–73 dodano dwie wieże, a na końcu nawy głównej dodano wysoki rokokowy szczyt, dzięki temu bryła świątyni otrzymała monumentalny wygląd. Wnętrze ozdobiło sześć barokowych ołtarzy. W 1812 przebywające w Wilnie wojska napoleońskie zamieniły klasztor w szpital, a kościół w skład apteczny. Po powstaniu styczniowym klasztor nie został zamknięty, natomiast rosyjskie władze zaborcze odebrały mu majątek w 1842 roku, a w 1864 roku zakazały prowadzenia nowicjatu, co skazywało konwent na wymarcie. Zakaz ten zniesiono po ukazie tolerancyjnym w 1905 i zgromadzenie zostało zasilone przez zakonnice ze Staniątek pod Krakowem. Od 1918 do wybuchu II wojny światowej siostry prowadziły gimnazjum żeńskie pw. św. Scholastyki. Po wkroczeniu do Wilna wojsk hitlerowskich siostry zaangażowały się w działalność konspiracyjną, wyszyły sztandar dla dywizjonów, w których służyli polscy piloci w Wielkiej Brytanii, a od grudnia 1941 odprawiały zakonspirowane msze święte. W 1942 zostały aresztowane i uwięzione na Łukiszkach, w 1944 władze sowieckie rozwiązały zgromadzenie, a świątynię zamieniono na magazyn nawozów sztucznych i chemikaliów. Remont kościoła rozpoczęto w 1994 roku. Obecnie nawa główna jest przystosowana do działalności koncertowej.

## Architektura

### Wnętrze
Wnętrze kościoła jest pokryte stiukami, znajduje się tu szereg posągów (wiele nowych). Jest w nim sześć ołtarzy z lat 1752-1753. Ołtarz główny zdobią rzeźby autorstwa Józefa Woszczyńskiego oraz obraz Zaślubiny św. Katarzyny z Dzieciątkiem. Wnętrze kościoła dawniej ozdabiała kolekcja 15 obrazów nabytych przez siostry benedyktynki, pędzla Szymona Czechowicza (1689-1775). 
Kaplica Opatrzności Bożej projektu Jana Krzysztofa Glaubitza pełniła rolę mauzoleum rodu Wołłowiczów. Umieszczono w niej w 1769 roku nagrobek Jerzego Wołłowicza i jego żony Elżbiety oraz obraz Ukrzyżowanie Zbawiciela z 1759 roku także autorstwa Czechowicza.

### Zewnątrz
Kościół posiada jedną nawę z wysoką absydą i dwiema wieżami po obu stronach fasady. Do kościoła przylega Kaplica Opatrzności Bożej, będąca arcydziełem architektury barokowej. Z zewnątrz ma kształt sześciokąta, wewnątrz zaś półkola. Wnętrze zdobią rzeźby dłuta Jana i Józefa Hedlów.
Obok wejścia do świątyni znajduje się pomnik polskiego kompozytora Stanisława Moniuszki, dłuta Bolesława Bałzukiewicza, ustawiony tutaj w 1922. 
W pobliżu apsydy stoi pomnik poetki Salomėji Nėris, dłuta Vladasa Vildziunasa z 1973 roku. 

## Galeria

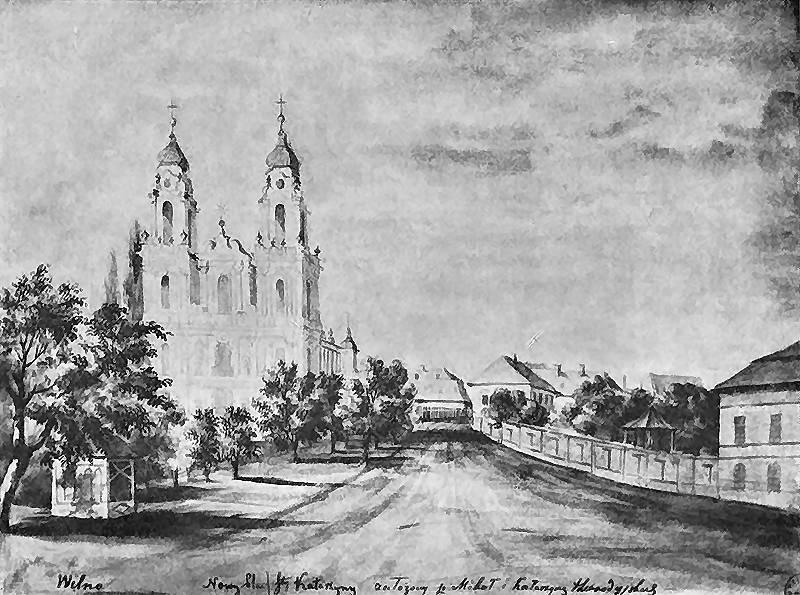
Kościół w XIX w., Napoleon Orda
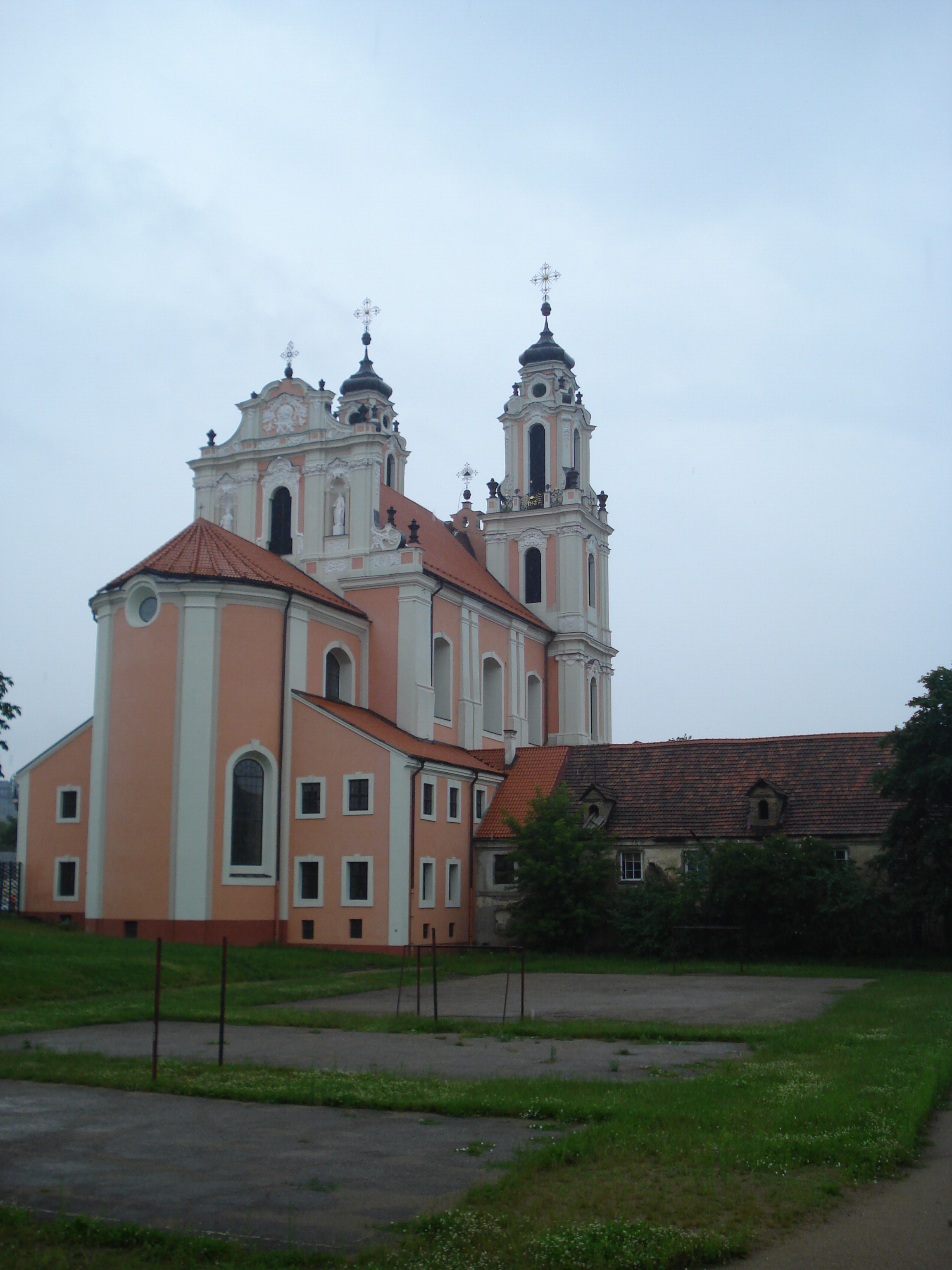
Apsyda kościoła, część budynku byłego klasztoru i szkolne boisko w miejscu klasztornego sadu
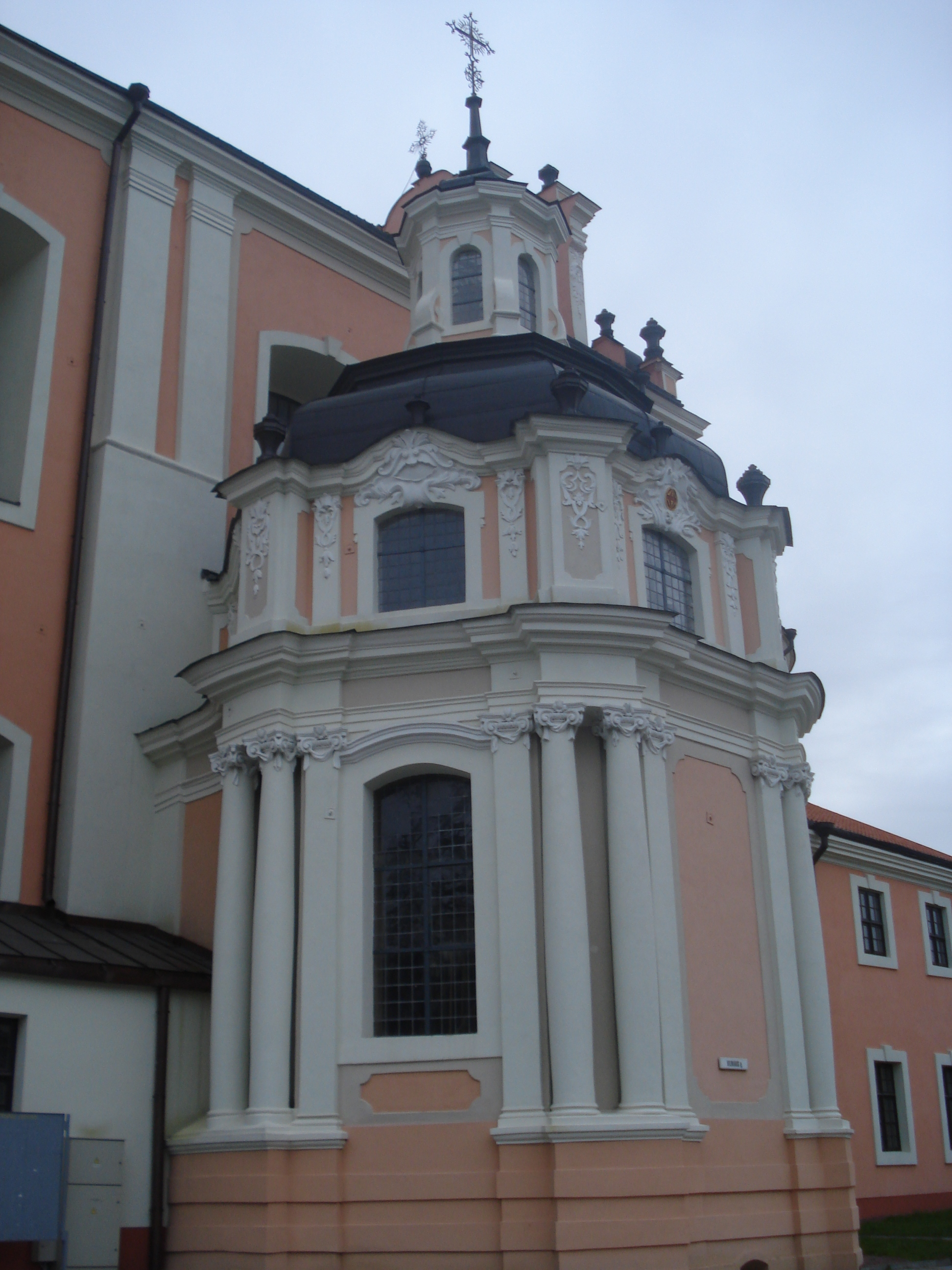
Kaplica Opatrzności Bożej
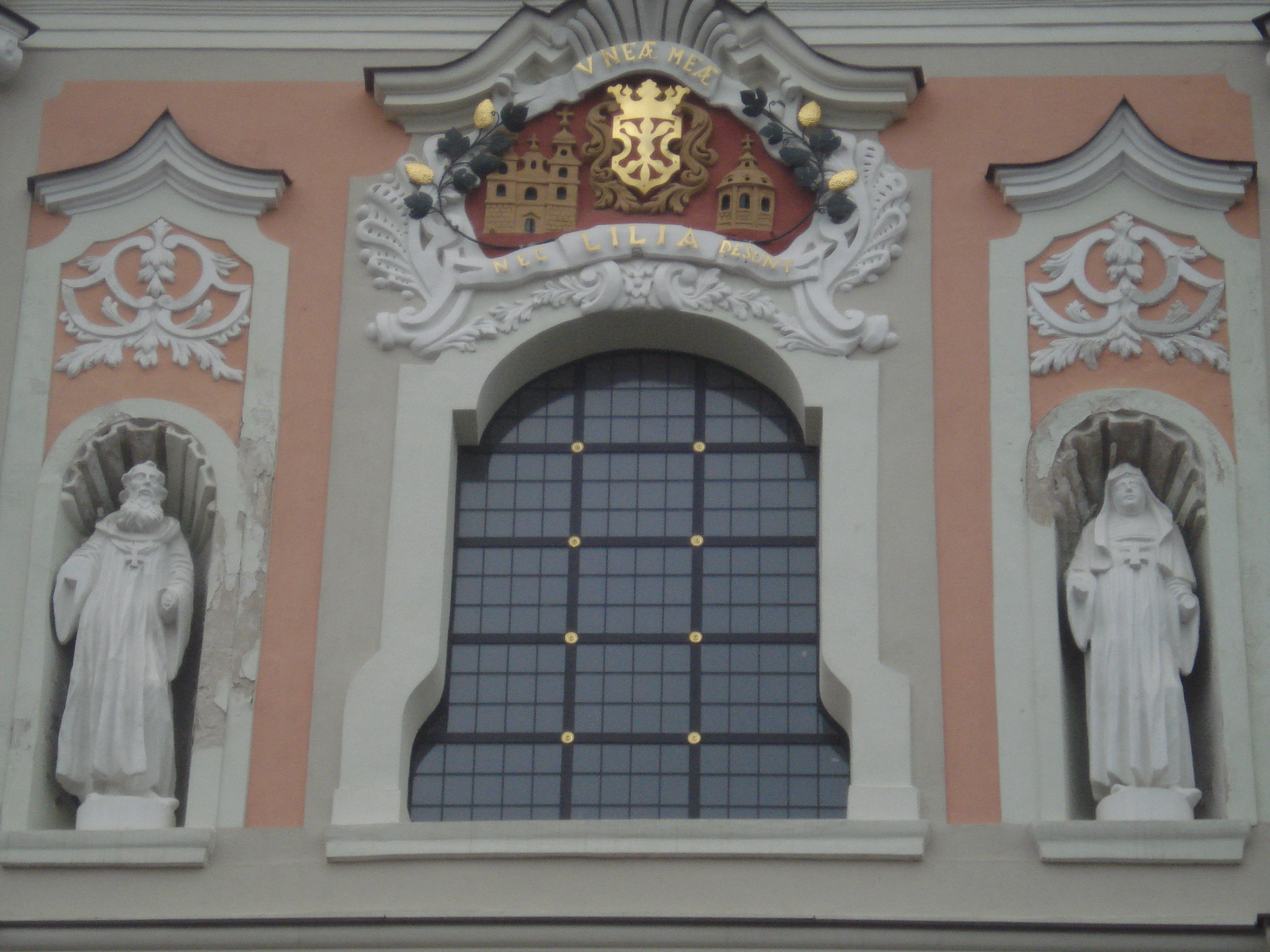
Figury św. Benedykta i św. Katarzyny oraz herb Gozdawa (Lilia), którym posługiwała się rodzina Paców.
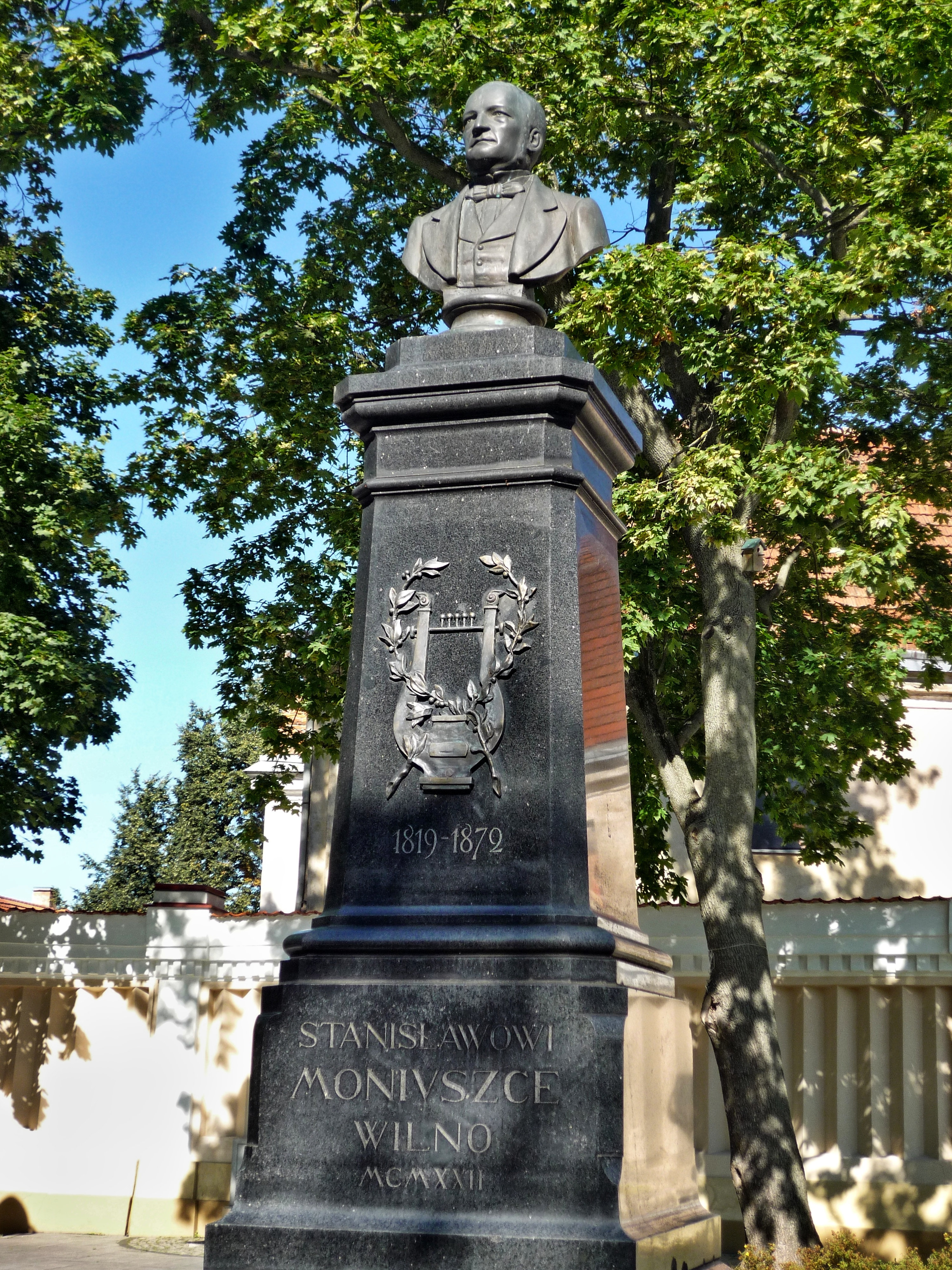
Popiersie Stanisława Moniuszki
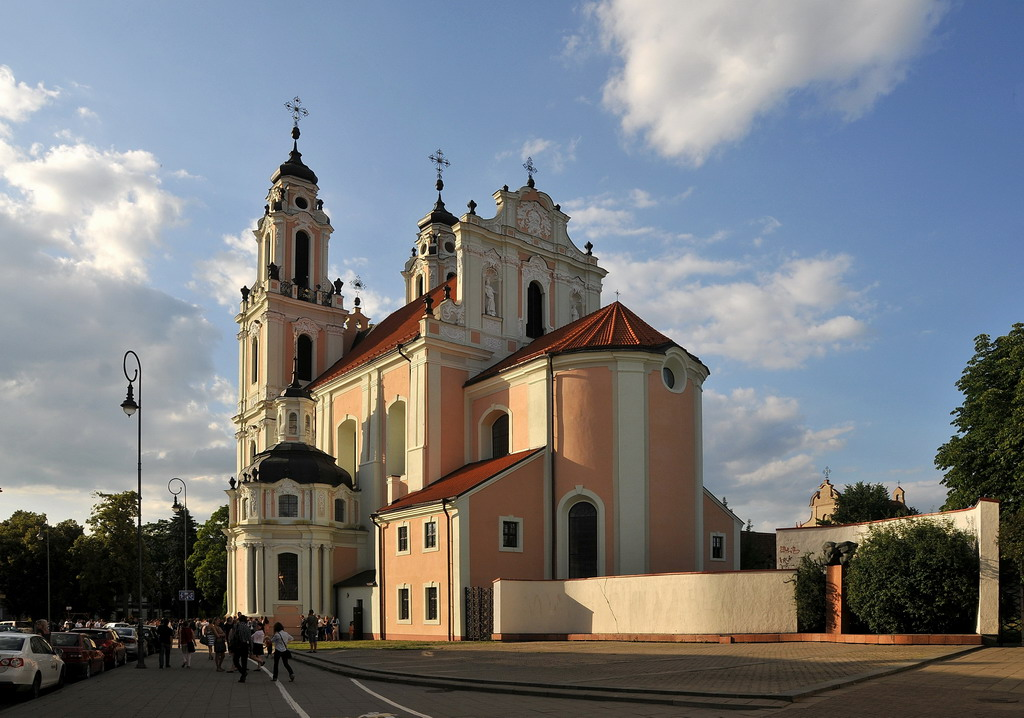
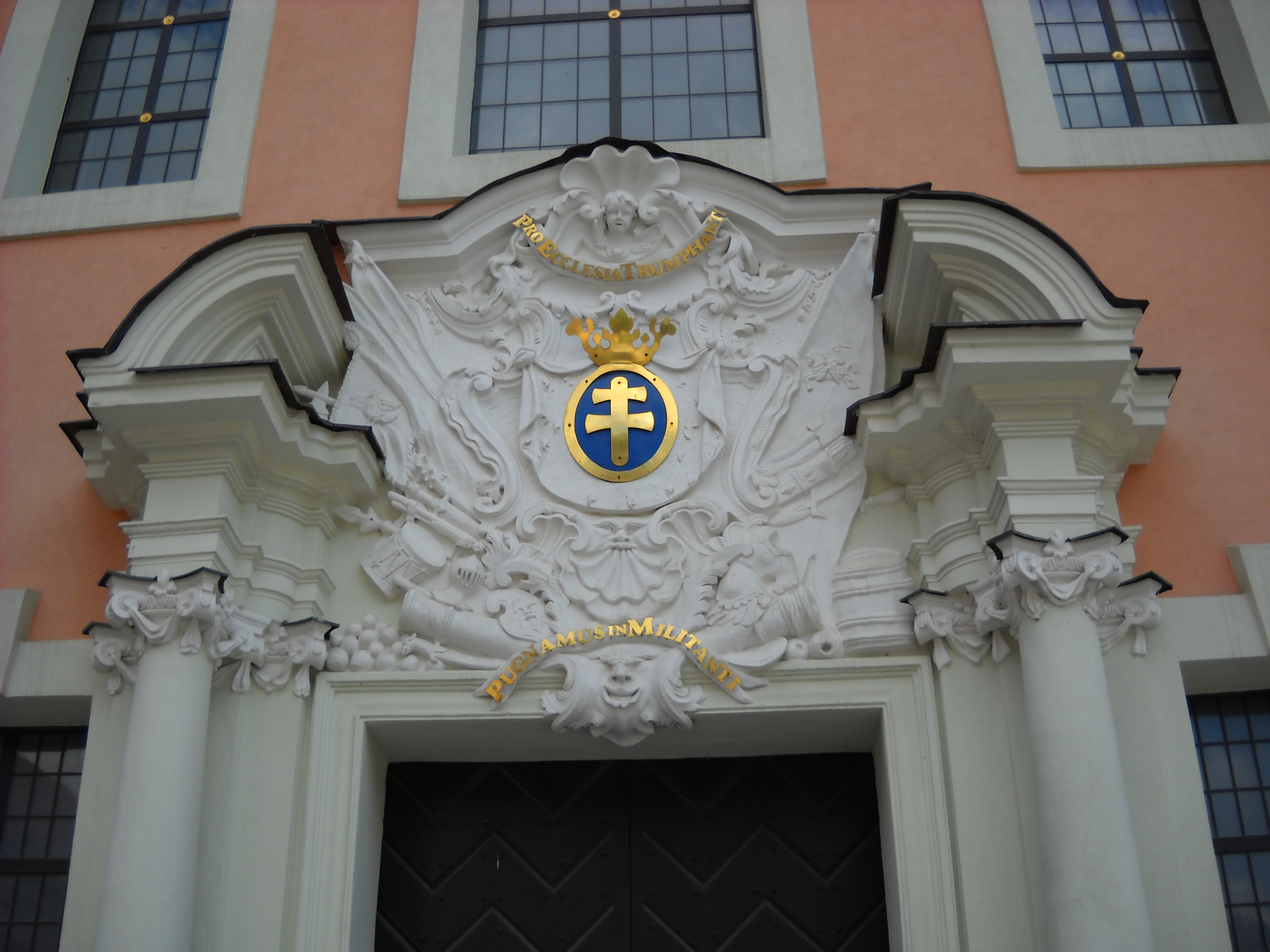
Zwieńczenie portalu głównego z herbem benedyktynów łysogórskich[5] z napisem Pro Ecclesia Trumphanti Pugnamus in Militanti